# Lasius rabaudi
Lasius rabaudi är en myrart som först beskrevs av Jean Bondroit 1917.  Lasius rabaudi ingår i släktet Lasius och familjen myror. Inga underarter finns listade i Catalogue of Life.